# Milatice
Milatice (německy Millatitz) jsou osada a katastrální území obce Šebkovice v okrese Třebíč. Nachází se asi 8 km severozápadně od Jaroměřic nad Rokytnou a 14 km jihozápadně od Třebíče. Procházejí tudy silnice III/36068 a III/36071. V roce 2011 zde žilo 31 obyvatel v třinácti domech. Osada není zmíněna na příjezdových cestách, značky ukazují pouze název Šebkovice.
V katastrálním území je registrováno dvanáct čísel popisných: 36, 37, 38, 39, 43, 44, 45, 47, 157 přímo v Milaticích a 133, 176 a 205 ležící mimo osadu. Milatice sousedí s obcemi Šebkovice, Lesůňky, Dolní Lažany a vesnicí Horní Lažany (část Nové Dvory). Protéká tudy Šebkovický potok, nedaleko na jih protéká potok V Herklích, na němž se nachází rybník Na hájkách.

## Název
Nejstarší doklad z roku 1366 (a pak z roku 1718) má podobu Milotice, v dokladech z 15. a 16. století je podoba Miletice, od 17. století mají doklady podobu Milatice, ale v 19. století došlo dočasně k návratu ke tvaru Miletice. Základem jména vsi bylo (pravděpodobně) osobní jméno Milata, v mladší podobě Mileta (změna a > e po měkkých samohláskách (l bylo měkké) byla pravidelná), možná je záměna podobných jmen Milata a Milota. V místní lidové mluvě se do 20. století pro ves používal tvar Miletice. Jméno vesnice bylo původně pojmenováním jejích obyvatel (Milatici) a znamenalo "Milatovi lidé".

## Historie
První písemná zmínka o osadě pochází z roku 1366. Milatice byly vždy pouze malou osadou. Během třicetileté války zemřeli tehdejší obyvatelé a osada tak zpustla. Obnovena byla po roce 1666 vrchností z nedalekých Lesonic.
| Rok            | 1869 | 1880 | 1890 | 1900 | 1910 | 1921 | 1930 | 1950 | 1960 | 1970 | 1980 | 1991 | 2001 | 2011 |
| -------------- | ---- | ---- | ---- | ---- | ---- | ---- | ---- | ---- | ---- | ---- | ---- | ---- | ---- | ---- |
| Počet obyvatel | 77   | 75   | 74   | 70   | 89   | 102  | 73   | 54   | –    | 57   | 66   | 49   | 48   | 31   |
| Počet domů     | 10   | 11   | 10   | 9    | 13   | 13   | 14   | 14   | –    | 14   | 12   | 14   | 13   | 13   |